# Jewgeni Wladimirow
Jewgeni Jurjewitsch Wladimirow (russisch Евгений Юрьевич Владимиров; englisch Evgeny Vladimirov; * 20. Januar 1957 in Alma-Ata) ist ein kasachischer Schachspieler und -trainer.

## Leben
1974 wurde er bei der inoffiziellen U17-Jugendweltmeisterschaft in Pont-Sainte-Maxence Zweiter hinter Jonathan Mestel. Im Januar 1977 belegte er den dritten Platz bei der U20-Jugendeuropameisterschaft in Groningen. 1982 erhielt er den Titel Internationaler Meister. Er gewann Turniere in Taschkent 1987 und Frunse 1988, dem heutigen Bischkek. 1989 erhielt er den Großmeistertitel.
Beim Weltmeisterschaftskampf zwischen Karpow und Kasparow 1986 sekundierte er Kasparow. Nachdem Kasparow drei Partien hintereinander verloren hatte (Partien 17 bis 19), beschuldigte er Wladimirow, als Spion für Karpows Team zu arbeiten, was jedoch nie bewiesen werden konnte. Von Kasparow war bekannt, dass er die Gründe für Niederlagen gerne außerhalb seiner Person sah.
Er trainierte indische Nachwuchstalente wie P. Harikrishna und Parimarjan Negi, war auch als Trainer des indischen Teams bei der Schacholympiade 2002 in Bled eingesetzt. Dazu trainiert er noch die kasachische Nationalmannschaft. Seit 2004 trägt er den Titel FIDE Senior Trainer.
Seine Elo-Zahl beträgt 2601 (Stand: August 2021). Damit läge er auf dem zweiten Platz der kasachischen Elo-Rangliste, die er noch im Januar 2008 angeführt hatte. Er wird jedoch als inaktiv geführt, da er nach den Schachwettbewerben der Asienspiele 2010 in Guangzhou keine Elo-gewertete Partie mehr gespielt hat. Seine bisher höchste Elo-Zahl lag bei 2628 im Juli 2004.

## Nationalmannschaft
Mit der kasachischen Nationalmannschaft nahm Wladimirow an der Schacholympiade 2000, den asiatischen Mannschaftsmeisterschaften 1993 und 1999 und den Schachwettbewerben der Asienspiele 2010 teil. Er gewann mit der Mannschaft die asiatische Mannschaftsmeisterschaft 1993, bei der asiatischen Mannschaftsmeisterschaft 1999 erreichte er mit der Mannschaft den zweiten Platz und in der Einzelwertung den dritten Platz am Spitzenbrett.

## Vereine
Wladimirow spielte für den ZSKA Moskau, mit dem er 1984 sowjetischer Vereinsmeister wurde, den European Club Cup 1986, 1988 und 1990 gewann und auch an der russischen Mannschaftsmeisterschaft 1994 teilnahm. Bei der russischen Mannschaftsmeisterschaft 2001 trat er für ShK Tomsk an.